# کارل هاینز مرسکو
کارل هاینز مرسکو (انگلیسی: Karl-Heinz Mrosko; ۱۱ اکتبر ۱۹۴۶ – ۱۸ مارس ۲۰۱۹) بازیکن فوتبال اهل آلمان بود.
از باشگاه‌هایی که در آن بازی کرده‌است می‌توان به باشگاه فوتبال بایرن مونیخ، باشگاه فوتبال هانوفر ۹۶، باشگاه فوتبال مونیخ ۱۸۶۰، و باشگاه فوتبال نورنبرگ اشاره کرد.